# 天主教巴云邦教区
天主教巴雲邦教區  （拉丁語：Dioecesis Bayombongensis）是菲律賓一個羅馬天主教教區，屬天主教土格加勞總教區。轄區包括季里諾省及新比斯開省。
2006年有教友330,416人、18個堂區、35名司鐸。現任教區主教為拉蒙‧比列納。主教座堂聖道明座堂。
1966年11月7日設自治監督區，1982年11月15日升為教區。